# Carbondale, Illinois
Carbondale är en stad (city) i Jackson County, och  Williamson County, i delstaten Illinois, USA. Enligt United States Census Bureau har staden en folkmängd på 25 960 invånare (2011) och en landarea på 44,3 km².